# Талеза Арагонская

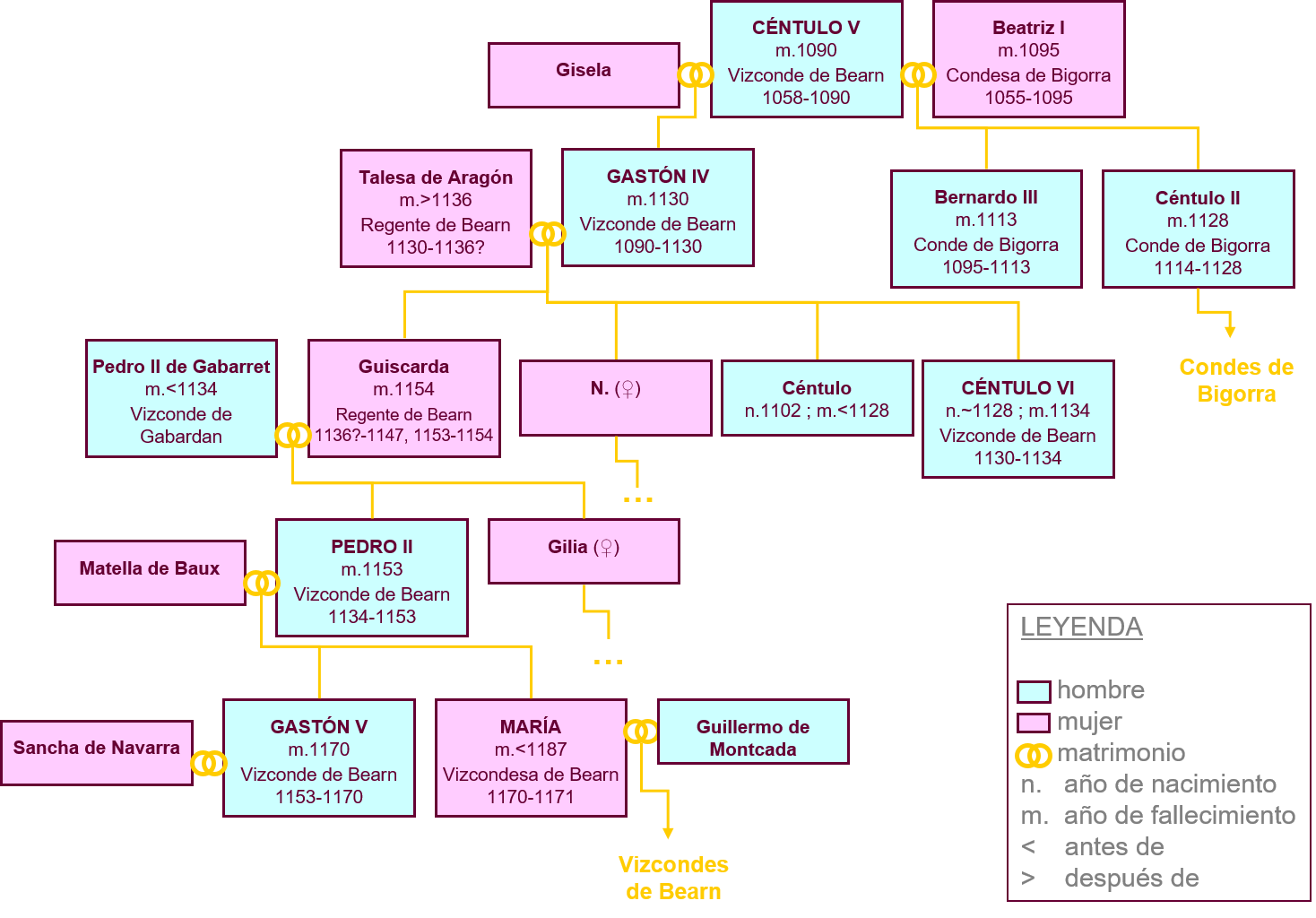
Генеалогическое древо виконтов Беарнских между 11 и 12 веками

Талеза Санчес Арагонская (фр. Talèse d’Aragon, исп. Talesa de Aragón; ум. после ноября 1155) — виконтесса Монтанера с ок. 1085, виконтесса Беарна, дочь Санчо Рамиреса Арагонского, сеньора де Айбар, и N де Монтанер, жена виконта Беарна Гастона IV Крестоносца

## Биография
Отец Талезы, Санчо Рамирес, был незаконнорождённым сыном короля Арагона Рамиро I и единокровным братом короля Санчо I. Около 1085 года её выдали замуж за Гастона IV, старшего сына виконта Беарна Сантюля V. Этот брак должен был закрепить союз Сантюля V с королём Арагона. В качестве приданого за Талезой было отдано виконтство Монтанер, располагавшееся в соседнем графстве Бигорр.
В 1096 году Гастон, ставший к тому времени виконтом Беарна, отправился в Первый крестовый поход, из которого вернулся в 1101 году. Во время его отсутствия Беарном управляла Талеза. Она же управляла Беарном и позже — во время отлучек мужа, который активно участвовал в походах короля Арагона Альфонсо I Воителя против Альморавидов и мавританских правителей Испании. Имя Талезы появляется на многих актах мужа, связанных с основанием больниц и убежищ, создаваемых им вдоль дороги для паломников в Сантьяго-де-Компостела, проходившей через территорию Беарна и Арагона.
Гастон погиб в Испании в 1130. Единственный выживший сын Гастона и Талезы, Сантюль VI, был несовершеннолетним, поэтому управление Беарном вновь оказалось в руках Талезы.
В 1134 году Сантюль VI отправился в Испанию, где погиб в битве при Фраге. Женат он не был, детей не оставил. Беарн унаследовала сестра Сантюля, Жискарда, и её малолетний сын Пьер II. При этом Талеза как минимум до 1136 года продолжала управлять Беарном совместно с дочерью.
В том же 1134 году умер король Арагона Альфонсо I, не оставивший детей. Новым королём был провозглашён его брат Рамиро II Монах. Его избрание вызвало недовольство арагонской знати. Талеза также отказалась признать его королём. В отместку Рамиро лишил Талезу всех владений в Арагоне, которыми владел Гастон IV. Только после того, как Рамиро II в 1137 году отошёл от управления королевством, передав власть своему зятю, графу Барселоны Рамону Беренгеру IV, отношения между Беарном и Арагоном улучшились, и Талезе были переданы некоторые лены в Уэске и Беспене, а также церковь Нуэстра-Сеньора-дель-Пилар в Сарагосе, где был захоронен её муж. Однако титул пэра Арагона наследникам Гастона IV возвращён не был.
Точный год смерти Талезы неизвестен. Последний раз в документах упоминается в ноябре 1155 года.

## Брак и дети
Муж: с ок. 1085 Гастон IV Крестоносец (ум. 1130), виконт Беарна с 1090, сеньор Барбастро с 1110/1113, сеньор Сарагосы с 1118 Дети:
- Сантюль VI (ум. июль 1134), виконт Беарна с 1130
- Жискарда (ум. апрель 1154), виконесса Беарна с 1134; муж: Пьер II (ум. 1118/1134), виконт Габардана
- дочь; муж: Аманье III, сеньор д’Альбре, или Бернар Эзи II, сеньор д’Альбре[1]

Аббат Монлезён сообщает, что у Гастона и Талезы было ещё четыре сына, умерших раньше отца.